# 11430 Lodewijkberg
11430 Lodewijkberg è un asteroide della fascia principale. Scoperto nel 1960, presenta un'orbita caratterizzata da un semiasse maggiore pari a 2,2044525 UA e da un'eccentricità di 0,1154450, inclinata di 3,94365° rispetto all'eclittica.
L'asteroide è dedicato all'astronauta olandese, naturalizzato statunitense, Lodewijk van den Berg.